# Кокур десертный Сурож
Кокур десертный Сурож — марочное белое десертное вино, производимое в Крыму с 1945 года. Изготавливается предприятиями «Алушта», «Судак», «Веселовское» (объединено с «Морское»), входящими в состав комбината «Массандра».

## Основные характеристики
Вино изготавливают по технологии десертных вин из сорта винограда Кокур белый. Этот сорт, привезённый в Крым ещё древними греками, произрастает в Алуштинской долине в окрестностях горы Чатыр-Даг (Южный берег Крыма) и в Судакской долине. Благодаря климатическим особенностям прибрежных областей полуострова виноград набирает массовую долю сахара не менее 22 %.
Характеристики вина: спирт — 16 %, сахара — 16 г/100 см³, титруемых кислот — 4—7 г/дм³. Вино выдерживают 2 года. Цвет золотой и янтарный. Букет с медовыми и цветочными оттенками.

## Награды
На международных конкурсах вино удостоено наград: Кубка Гран-при (на Международном конкурсе «Ялта. Золотой Грифон 2012»), 8 золотых (награждено золотыми медалями на «Втором международном конкурсе виноградных вин и коньяков» в Ялте в 1970 году, на Международных конкурсах: «Ялта. Золотой Грифон 2005» и «Ялта. Золотой Грифон 2007») и 2 серебряных медалей. Среди них награды на конкурсах: «Любляна» (1957), «Брюссель» (1958), «Венгрия» (1958 и 1960 гг.).